# Dolmen de Kerlud
Le dolmen de Kerlud est un dolmen situé à Locmariaquer, dans le département français du Morbihan.

## Historique
Le dolmen est classé au titre des monuments historiques par arrêté du 20 avril 1927. Il a été restauré par Zacharie Le Rouzic en 1928.

## Description
Il s'agit d'un dolmen simple (sans couloir). La chambre de forme quadrangulaire est délimitée par quatre orthostates reliés par des murets en pierres sèches. Elle est recouverte d'une unique dalle de couverture. Le sol est recouvert d'un grand dallage. Le tumulus de forme allongé englobe encore en grande partie le dolmen vers le nord.